# Поника
Поника (рос. Поника) — село в Ніколаєвському районі Ульяновської області Російської Федерації.
Населення становить 381 особу. Входить до складу муніципального утворення Ніколаєвське міське поселення.

## Історія
Від 2004 року входить до складу муніципального утворення Ніколаєвське міське поселення.

## Населення
| 1780 | 1859  | 1884  | 1900  | 1913  | 1996 | 2002 |
| ---- | ----- | ----- | ----- | ----- | ---- | ---- |
| 353  | ↗1172 | ↗1401 | ↗1447 | ↘1423 | ↘677 | ↘512 |
| 2010 |       |       |       |       |      |      |
| ↘381 |       |       |       |       |      |      |